# Cantón de Le Château-d'Oléron
El cantón de Le Château-d'Oléron era una división administrativa francesa, que estaba situada en el departamento de Charente Marítimo y la región de Poitou-Charentes.

## Composición
El cantón estaba formado por cuatro comunas:
- Dolus-d'Oléron
- Le Château-d'Oléron
- Le Grand-Village-Plage
- Saint-Trojan-les-Bains

## Supresión del cantón de Le Château-d'Oléron
En aplicación del Decreto n.º 2014-269 de 27 de febrero de 2014, el cantón de Le Château-d'Oléron fue suprimido el 22 de marzo de 2015 y sus 4 comunas pasaron a formar parte del nuevo cantón de la Isla de Oleron.